# NGC 1919
NGC 1919 је расејано звездано јато у сазвежђу Златна риба које се налази на NGC листи објеката дубоког неба.
Деклинација објекта је - 66° 53' 20" а ректасцензија 5h 20m 18,0s. Привидна величина (магнитуда) објекта NGC 1919 износи 12,3. NGC 1919 је још познат и под ознакама ESO 85-SC73.